# Gyilkolj vagy meghalsz
A Gyilkolj vagy meghalsz (eredeti cím: Keep Watching) 2017-ben bemutatott amerikai horrorfilm, amelyet Sean Carter rendezett és Joseph Dembner írt. A főbb szerepekben Bella Thorne, Ioan Gruffudd, Natalie Martinez, Chandler Riggs, Leigh Whannell, Matthew Willig és Christopher James Baker látható.
A filmet 2017. október 31-én mutatta be a Screen Gems, később DVD kiadásban is megjelent.

## Cselekmény
A film egy fiatal lány támadásával kezdődik. Másnap reggel a riporterek interjút készítenek azokkal az emberekkel, akik a gyilkosságot a készülékeiken keresztül látták, nem sejtve, hogy az valóságos volt; az egyik híradós azt állítja, eltűnt az egyik család tagja.
Egy tinédzser lány, Jamie Miller és családja hazatér 10 napos vakációjukról, nem tudván, hogy a ház minden szegletében kamerákat helyeztek el. Később aznap este apja, Adam váratlan látogatásban részesül testvére, Matt személyében, aki megkéri, hogy tölthesse náluk az éjszakát. Adam beleegyezik, de újdonsült felesége, Olivia nem örül ennek. Matt elbeszélget Jamie-vel, és elmondja, hogy nem kedveli új mostohaanyját, Oliviát, mert úgy gondolja, a nő megpróbálja helyettesíteni az igazi édesanyját, de Matt megnyugtatja Jamie-t, mert nincs miért aggódnia.
Jamie Skype-on felhívja Josh nevű barátját, elmondja neki, lehet, hogy terhes, de kihátrált, és befejezi a hívást. Amikor mindenki lefekvéshez készülődik, Matt kimegy megkeresni a telefonját, és furcsa zajokat hall a hátsó udvarról. Egy kampóval támadnak rá. A Terror néven ismert férfi betör a házba, elveszi mindenki telefonját, majd bezárja az összes kinti ablakot, ezzel felébresztve Oliviát.
Adam lemegy megnézni, mi ez a zaj, és talál egy zseblámpát, rajta egy masnival. Amikor bemegy a konyhába, valaki a háta mögött állva lefényképezi, és mindenki szeme láttára megfojtja egy műanyag zacskóval. Jamie, a bátyja, DJ és Olivia elbarikádozzák magukat Olivia hálószobájában, és rájönnek, a családot hónapok óta figyelik anélkül, hogy bárki is tudna róla, különösen Jamie. Megtudják, az egyetlen esélyük a túlélésre, ha megölik Terrort. Miközben a család megmaradt tagjai megpróbálnak kiutat keresni, egy újabb betolakodó támad rájuk, és mindannyian a pincében bújnak el, ahol egy masnival ellátott kést találnak.
A rendőrök hangja hallatszik, de hamarosan rájönnek, hogy ez csak egy felvétel. Josh a házhoz érkezik, és filmre veszik, amint egy slaggal megfújták. Olivia megtalálja a kiutat a házból, és a kapu mellett egy piros X-et talál a földre ragasztva.
Matt megtalálja őt, de hamarosan egy baltával megölik. Ahogy Olivia elmenekül, egy furgon érkezik. A lány bemászik a hátsó ülésre, és ismét rátámadnak. DJ-t bezárják egy szobába, miközben Jamie-t megtámadják. Talál egy piros X-et, és a korábban a szobájában talált sokkolót használja a betolakodón, DJ pedig egy kötőtűvel megöli a betolakodót. Leleplezik a betolakodót, kiderül, hogy Marissa Vasquez, akit a legutóbbi gyilkosság során eltűntként jelentettek be a családból.
Jamie és DJ azt hiszik, biztonságban vannak, ezért körülnéznek, és megtalálják Olivia holttestét, Jamie pozitív terhességi tesztjét, valamint az anyjáról és apjáról készült videókat a kis Jamie-vel. Hamarosan rájönnek, a világ minden tájáról nézik, és Jamie megpróbálja elmondani nekik, hogy hívják a rendőrséget, de kisípolják, így senki sem fogja megtudni a címüket. Jamie talál egy maszkot, amin egy masni van. Jamie és DJ elhatározzák, hogy elmenekülnek.
A házban sétálgatva megtalálják Terrort. Jamie benzint önt rá, és DJ egy öngyújtót dob rá, ezzel felgyújtva a házat. Jamie és DJ elmenekülnek, de A kreátor és A Terror, akik túléltek, elkapják őket. Rájönnek, a lány (Marissa), akit megöltek, a korábbi család eltűnt tagja volt, akit elraboltak, és arra kényszerítettek, hogy segítsen nekik a Jamie családjára tett támadásban. A kreátor azt mondja Jamie-nek, hogy ha segít nekik, a testvére biztonságban lesz. A kreátor sokkolja Jamie-t, és azt mondja, hogy olyan okot ad majd az online közönségnek, hogy tovább nézzék.

## Szereplők
| Szerep          | Színész                     | Magyar hang     |
| --------------- | --------------------------- | --------------- |
| Jamie Miller    | Bella Thorne                | Laudon Andrea   |
| Jamie Miller    | Savannah Douglas (fiatalon) | Bárány Virág    |
| DJ Miller       | Chandler Riggs              | Boldog Gábor    |
| Adam Miller     | Ioan Gruffudd               | Bozsó Péter     |
| Olivia          | Natalie Martinez            | Bánfalvi Eszter |
| Terapeuta       | James Connor                | Bognár Tamás    |
| Marissa Vasquez | Maya Eshet                  | Györfi Laura    |
| Matt Miller     | Leigh Whannell              | Kisfalusi Lehel |
| Betty Miller    | April McCullough            | Kis-Kovács Luca |
| Josh Canfield   | Jared Abrahamson            | Gacsal Ádám     |
| A terror        | Matthew Willig              |                 |
| A kreátor       | Christopher James Baker     | Galambos Péter  |
| A kreátor       | Roger Craig Smith (hangja)  | Galambos Péter  |

### Magyar változat
- Bemondó: Nagy Sándor
- Magyar szöveg: Petőcz István
- Hangmérnök és vágó: Kardos Péter
- Gyártásvezető: Kablay Luca
- Szinkronrendező: Lengyel László

A szinkront a Mafilm Audio Kft. készítette el.

## A film készítése
Az eredetileg Home Invasion címet viselő film forgatókönyvét Alex Heineman, a Silver Pictures korábbi vezetője dolgozta ki Joseph Dembner forgatókönyvíróval. 2013 elején Michael Fiore producer és Sean Carter rendező a Silver Pictures és Dembner produceri csapatával együttműködve kidolgozott és leforgatott egy jelenetet Dembner forgatókönyvéből. A demo biztosította Sean Carter számára a rendezői szerepet a nagyjátékfilmes változatban. A Voltage Pictures 2013 áprilisában szerezte meg a forgatókönyv jogait. 2013 júliusában Bella Thorne volt az első megerősített színész, aki Jamie főszerepét kapta meg. 2013 szeptemberében Natalie Martinezt is megerősítették. 2013 októberében Ioan Gruffudd és Chandler Riggs csatlakozott a szereplőgárdához.
A forgatás 2013 novemberének végén kezdődött a kaliforniai Altadenában.

## Bemutató
2015 októberében a Screen Gems megszerezte a film forgalmazási jogait, és a film címét Home Invasionról Keep Watchingra módosították. A film eredetileg 2016. december 2-án került volna a mozikba. Egy estére jelent meg 2017. október 31-én.